# Chiara Mastroianni
Chiara Françoise Charlotte Mastroianni (Parigi, 28 maggio 1972) è un'attrice e modella francese di origini italiane.

## Biografia
Figlia dell'attore italiano Marcello Mastroianni e dell'attrice francese Catherine Deneuve, crebbe a Parigi nell'ambiente artistico dei genitori ed esordì nel 1979 insieme a sua madre nel film A noi due. Nel 1994 ottenne una nomination ai Premi César per la sua interpretazione in Ma saison préférée, di André Téchiné. Nel 1999 è la protagonista del film di Manoel de Oliveira La lettera,  Premio della giuria alla 52ª edizione del Festival di Cannes. Tratto da La principessa di Clèves, la ventisettenne attrice francese è affiancata da  Leonor Silveira, attrice di riferimento del maestro portoghese, che in questo film interpreta l'amica d'infanzia di Madame de Clèves diventata suora.
Nel 2004 esce l'album Home che ha composto con Benjamin Biolay. È stata membro della giuria al 73º Festival di Venezia.

## Vita privata
Il 31 dicembre 1996, da una relazione con lo scultore Pierre Torreton, è nato suo figlio Milo. L'11 maggio 2002 ha sposato il cantante Benjamin Biolay, da cui ha avuto una seconda figlia, Anna, nata il 22 aprile 2003. Mastroianni e Biolay hanno divorziato nel 2009. A dieci anni dal divorzio i due sono tra i protagonisti principali del film L'hotel degli amori smarriti dove interpretano una coppia di coniugi tra separazione effettiva e rapporto persistente il quale investe le nuove realtà, anche interiori, che si vengono a creare.

## Filmografia

### Cinema
- A noi due (À nous deux), non accreditata, regia di Claude Lelouch (1979)
- Ma saison préférée - La mia stagione preferita (Ma saison préférée), regia di André Téchiné (1993)
- À la belle étoile, regia di Antoine Desrosières (1993)
- Rêveuse jeunesse - film TV (1994)
- Prêt-à-Porter, regia di Robert Altman (1994)
- N'oublie pas que tu vas mourir, regia di Xavier Beauvois (1995)
- All Men Are Mortal, regia di Ate de Jong (1995)
- Hillbilly Chainsaw Massacre, cortometraggio, regia di Laurent Tuel (1995)
- Le journal du séducteur, regia di Danièle Dubroux (1996)
- Tre vite e una sola morte (Trois vies & une seule mort), regia di Raúl Ruiz (1996)
- Les Voleurs, non accreditata, regia di André Téchiné (1996)
- Comment je me suis disputé... (ma vie sexuelle), regia di Arnaud Desplechin (1996)
- Caméléone, regia di Benoît Cohen (1996)
- Ecstasy Generation (Nowhere), regia di Gregg Araki (1997)
- On a très peu d'amis, regia di Sylvain Monod (1998)
- À vendre - In vendita (À vendre), regia di Laetitia Masson (1998)
- Il tempo ritrovato (Le Temps retrouvé, d'après l'oeuvre de Marcel Proust), regia di Raoul Ruiz (1999)
- La lettera (La Lettre), regia di Manoel de Oliveira (1999)
- Libero Burro, regia di Sergio Castellitto (1999)
- Six-Pack, regia di Alain Berbérian (2000)
- Scénarios sur la drogue - serie TV, 1 episodio (2000)
- Le parole di mio padre, regia di Francesca Comencini (2001)
- Hotel, regia di Mike Figgis (2001)
- Carnages, regia di Delphine Gleize (2002)
- È più facile per un cammello... (Il est plus facile pour un chameau...), regia di Valeria Bruni Tedeschi (2003)
- Aikobon, regia di Édouard Baer (2005)
- Les Chansons d'amour, regia di Christophe Honoré (2007)
- L'heure zéro, regia di Pascal Thomas (2007)
- Persepolis, regia di Marjane Satrapi e Vincent Paronnaud (2007) - voce
- Racconto di Natale (Conte de Noel), regia di Arnaud Desplechin (2008)
- La Belle Personne, regia di Christophe Honoré (2008)
- Le crime est notre affaire, regia di Pascal Thomas (2008)
- Un chat un chat, regia di Sophie Fillières (2009)
- Bancs publics (Versailles rive droite), regia di Bruno Podalydès (2009)
- Non ma fille, tu n'iras pas danser, regia di Christophe Honoré (2009)
- Homme au bain, regia di Christophe Honoré (2010)
- Les Bien-Aimés, regia di Christophe Honoré (2011)
- Pollo alle prugne (Poulet aux prunes), regia di Vincent Paronnaud e Marjane Satrapi (2011)
- Americano, regia di Mathieu Demy (2011)
- Augustine, regia di Alice Winocour (2012)
- Linhas de Wellington, regia di Valeria Sarmiento (2012)
- Les salauds, regia di Claire Denis (2013)
- Il prezzo della gloria (La rançon de la glorie), regia di Xavier Beauvois (2014)
- Tre cuori (3 cœurs), regia di Benoît Jacquot (2014)
- Good Luck Algeria, regia di Farid Bentoumi (2015)
- Saint Amour, regia di Benoît Delépine e Gustave Kervern (2016)
- Bonne figure, cortometraggio, regia di Sandrine Kiberlain (2016)
- Marche ou crève, regia di Tatiana Margaux Bonhomme (2018)
- Tutti i ricordi di Claire (La Dernière Folie de Claire Darling), regia di Julie Bertuccelli (2018)
- L'hotel degli amori smarriti (Chambre 212), regia di Christophe Honoré (2019)
- La ragazza con il braccialetto (La Fille au bracelet), regia di Stéphane Demoustier (2019)
- I figli degli altri (Les Enfants des autres), regia di Rebecca Zlotowski (2022)
- Eureka, regia di Lisandro Alonso (2023)
- Langue étrangère, regia di Claire Burger (2024)
- Marcello mio, regia di Christophe Honoré (2024)

### Televisione
- 3000 scénarios contre un virus - film TV (1995)
- As Linhas de Torres Vedras - serie TV, 1 episodio (2012)
- K.O., regia di Fabrice Gobert (2017)
- Fiertés - miniserie TV, 2 episodio (2018)

## Doppiatrici italiane
Nelle versioni in italiano dei suoi film, Chiara Mastroianni è stata doppiata da:
- Chiara Colizzi in Prêt-à-Porter, La ragazza con il braccialetto
- Barbara De Bortoli in Racconto di Natale
- Caterina Vertova in Pollo alle prugne
- Francesca Vettori ne Il prezzo della gloria
- Laura Romano in Tre cuori
- Selvaggia Quattrini in Tutti i ricordi di Claire
- Cristina Boraschi ne L'hotel degli amori smarriti
- Domitilla D'Amico in Marcello mio

Da doppiatrice è sostituita da: 
- Paola Cortellesi in Persepolis

## Doppiaggio

### Videogiochi
- Protagonista in Atlantis III - Il nuovo mondo[5]